# 田代隆秀
田代 隆秀（たしろ たかひで）は、日本の俳優である。東京都出身。劇団四季所属。

## 来歴
- 早稲田大学第二文学部演劇科卒業。
- 文学座附属演劇研究所修了。
- シェイクスピア・シアターに創立メンバーとして参加。
- シェイクスピア・シアター退団後、中島晴美らと共に劇工房ライミングを旗揚げ。
- 劇工房ライミングで活動する傍ら、加藤健一事務所、ひょうご舞台芸術などの公演に多数出演。
- 2003年に劇団四季に入団。ストレートプレイにとどまらず、ミュージカル作品でも重要な役を演じている。

## 出演作品

### 舞台

#### シェイクスピア・シアター
- 『じゃじゃ馬ならし』
- 『十二夜』
- 『三人姉妹』
- 『オセロー』

#### 劇工房ライミング
- 『ジ・アート・オブ・サクセス　諷刺画家ウィリアム・ホガースの芸術』
- 『プリマスの黄金』
- 『お気に召すまま』
- 『カスタム・オフ・ザ・カントリー』
- 『ヴォートリンの犯罪』
- 『悪い友達』
- 『コメディー・オブ・おおまちがい』
- 『から騒ぎ』
- 『マクベス』
- 『ピアノ』
- 『ヴェニスの商人』
- 『女たちの償い』
- 『ダンシングアットルーナッサ』
- 『十二夜』
- 『ヘンリー六世』

#### 加藤健一事務所
- 『ラブ・ゲーム』
- 『三人姉妹』
- 『私はラッパポートじゃないよ』

#### ひょうご舞台芸術
- 『ゲットー』
- 『獅子を飼う〜利休と秀吉』
- 『おばかさんの夕食会』
- 『二十世紀』

#### 劇団四季
- 『ハムレット』ホレイショー役
- 『南十字星』島村中将役
- 『オペラ座の怪人』ムッシュー・レイエ役
- 『解ってたまるか！』瀬戸内役
- 『ユタと不思議な仲間たち』ペドロ役
- 『鹿鳴館』飛田天骨役、大山巌役
- 『春のめざめ』大人の男性役
- 『アイーダ』ファラオ役
- 『青い鳥』父親チル役

#### その他
- 『郵便やさんちょっと』（小林勝也演出）
- 『レ・ミゼラブル』（帝国劇場他）
- 『ピアノ』（T.P.T、中島晴美演出）
- 『オセロ』（幹の会、栗山民也演出）
- 『リア王』（幹の会、栗山民也演出）
- 『グリークス』（蜷川幸雄演出）
- 『オイディプス王』（蜷川幸雄演出）
- 『ペリクリーズ』（蜷川幸雄演出）
- 『雨』（こまつ座）
- 『悪い仲間』（河合祥一郎演出）[1]

### テレビドラマ
- NHK教育『ひとりでできるもん!』まいちゃんの父親役
- NHK総合『御宿かわせみ・第2シリーズ』 武士役
- NHK総合『徳川家康』 水野信近（竹之内久六）役
- NHK総合『真田太平記』小早川秀秋役

### OVA
- 銀河英雄伝説外伝 千億の星、千億の光（ハウプト中将）

### 吹き替え
- アニバーサリーの夜に
- Dr.Tと女たち（Dr.T）